# Bariáin
Bariáin (Bariain en euskera) es una localidad y un lugar de la Comunidad Foral de Navarra (España) perteneciente al municipio de Olóriz, situado en la Merindad de Olite, en la comarca de Tafalla, en el valle de la Valdorba y a 40 km de la capital de la comunidad, Pamplona. Su población en 2014 fue de 6 habitantes (INE). Está unido a Olóriz por la carretera NA-5010.
Hasta comienzos del siglo XIX era un señorío dependiente del conde de Ayanz. Hoy día existe una empresa con el nombre de «Señorío de Bariain».

## Naturaleza
El lugar de Bariáin está situado dentro del  ambiente natural del valle de la Valdorba. Al norte limita con la sierra de Alaiz.
Está junto al embalse de Mairaga, que gestiona la Mancomunidad de Mairaga.

## Arte
Iglesia de Santa Bárbara, del siglo XIII, restaurada en los siglos XVII y XIX.